# 1996年夏季残疾人奥林匹克运动会塞浦路斯代表团
1996年夏季残疾人奥林匹克运动会塞浦路斯代表团是塞浦路斯派出的1996年夏季残疾人奥林匹克运动会代表团。未获得奖牌。